# آمورتیج
آمورتیج (انگلیسی: Amortage) نخستین آلبوم چندآهنگه از خواننده اهل کره جنوبی جیسو است. این آلبوم چندآهنگه در ۱۴ فوریه ۲۰۲۵ از طریق ناشر خودش بلیسو و وارنر رکوردز منتشر شد. این نخستین فعالیت انفرادی او پس از جدایی از وای‌جی انترتینمنت و اینترسکوپ رکوردز در سال ۲۰۲۳ بود. آمورتیج شامل چهار قطعه از جمله تک‌آهنگ آغازین «زمین‌لرزه» است.

## پس‌زمینه
پس از پایان تور بلک‌پینک با نام تور جهانی بورن‌پینک در سال ۲۰۲۳، جیسو اعلام کرد که از وای‌جی انترتینمنت برای فعالیت‌های انفرادی جدا شده است و در فوریه ۲۰۲۴ لیبل خود را به نام بلیسو تأسیس کرد. در جولای همان سال، جیسو از طریق سرویس چت en:Lysn خود فاش کرد که قصد دارد پس از پایان فیلمبرداری برای نقش‌های بازیگری‌اش، روی پروژه‌های بیشتری کار کند، و به اشتراک گذاشت: «پس از پایان فیلم‌برداری، سخت کار می‌کنم تا آماده شوم تا بزودی دوباره با بلینک‌ها ملاقات کنم.» در ماه اکتبر، او چندین آهنگ را که قرار بود به‌عنوان یک هنرمند انفرادی منتشر کند و همچنین بازگشت آتی بلک‌پینک در سال ۲۰۲۵، بر روی همان پلتفرم، کنایه زد. در طول لایو استریم در ماه دسامبر، او تأیید کرد که آماده‌سازی آلبوم او تقریباً انجام شده است و فاش کرد که این آلبوم آهنگ‌های بیشتری نسبت به اولین آلبوم تک‌آهنگ او «من» (۲۰۲۳)، که شامل دو آهنگ بود، خواهد داشت. در ۲۸ ژانویه ۲۰۲۵، جیسو اعلام کرد که یک قرارداد جهانی با وارنر رکوردز برای موسیقی انفرادی خود امضا کرده است.

## کامپوزیشن
"آمورتیج" که به عنوان "جامع ترین اثر انفرادی او تاکنون" توصیف می شود، دارای دو آهنگ کره ای و دو آهنگ انگلیسی است و گفته می شود که نشانه‌ی "تولد دوباره این ستاره جهانی" است. عنوان ای‌پی یک پورمانتو (واژه‌ی مرکب از دو واژه) از کلمات "amor"، کلمه لاتین برای "عشق"، و "montage" است که مضامین رکورد "مراحل احساسی عشق و لحظات تعیین کننده یک رابطه" را منعکس می کند. جیسو آن را به عنوان "مجموعه‌ای از داستان‌های عشق - پستی‌ها و بلندی‌ها و همه چیز در این اثنا" توصیف کرد. او هر چهار آهنگ را در ای‌پی در کنار جردن رومن، جک برادی و چندین همکار نوشت، در حالی که بلیسو و د ویویز همه‌ی آهنگ‌ها را تهیه کردند.

## ترویج و انتشار
در ۱۳ ژانویه ۲۰۲۵، جیسو شروع به پخش یک پروژه‌ی مرموز با یک ویدیوی تیزر منتشر شده در حساب های رسانه های اجتماعی خود کرد. در این کلیپ شش ثانیه‌ای، یک سوزن دروغ سنج نشان داده می شود که الگوهای طول موج را روی کاغذ نمودار خراش می دهد و به دنبال آن صفحه‌ی پایانی با تاریخ ۱۴ فوریه نمایش داده می شود. پست بعدی در ۲۲ ژانویه عنوان پروژه را در پوستری با عبارت "آمور مونتاژ" که زیر آن نیز نوشته شده بود: "مونتاژ عشق". در ۲۶ ژانویه، او تأیید کرد که اولین آلبوم چند آهنگه‌ی او "آمورتیج" در روز ولنتاین منتشر خواهد شد. این افشاگری با یک برنامه‌ی زمانبندی عرضه قبل از انتشار آلبوم چند آهنگه همراه بود. پس از اعلام قرارداد او با وارنر رکوردز در ۲۸ ژانویه، تایید شد که "آمورتیج" از طریق این لیبل منتشر خواهد شد. پوستر عنوان، در ۳۱ ژانویه و دو جلد آلبوم برای نسخه‌های بنفش و مشکی در ۱ و ۲ فوریه منتشر شد، پس از آن پیش خرید در ۳ فوریه آغاز شد. در ۴ فوریه، جیسو از فهرست آهنگ های این آلبوم از چهار آهنگ، از جمله تک‌آهنگ اصلی "زمین‌لرزه پرده برداری کرد. او متعاقباً پوسترهای مفهومی را برای هر یک از چهار آهنگ در آلبوم را بین ۴ تا ۷ فوریه منتشر کرد. در ۱۰ فوریه، یک ویدیوی اسپویلر آهنگ در یوتیوب منتشر شد که پیش‌نمایش هر چهار آهنگ را ارائه می‌کرد. در عصر تاریخ انتشار ای‌پی، جیسو یک فن‌میتینگ محلی دو جلسه‌ای با عنوان "سوو این لاو" در CGV Cheongdam CineCity در گانگنام برگزار کرد. برای حمایت بیشتر از ای‌پی، او یک تور فن‌میتینگ لایتز, لاو, اکشن! که هفت شهر در سراسر آسیا را در بر می گیرد، آغاز خواهد کرد.

## فهرست آهنگ‌ها
همه‌ی آهنگ ها توسط بلیسو و د ویویز تهیه شدند.
| فهرست آهنگ‌های آمورتیج | فهرست آهنگ‌های آمورتیج | فهرست آهنگ‌های آمورتیج                              | فهرست آهنگ‌های آمورتیج |
| شماره                 | نام                   | نویسنده(ها)                                        | مدت                   |
| --------------------- | --------------------- | -------------------------------------------------- | --------------------- |
| ۱.                    | «زمین‌لرزه»            | جیسو جک بردی جردن رومن سارا تروی سارا بو           | ۳:۱۰                  |
| ۲.                    | «عشق تو»              | جیسو بردی رومن وایولت اسکایز لیلیان کاپیتو جِنا رِین | ۲:۵۳                  |
| ۳.                    | «اشک‌ها»               | جیسو بردی رومن کریستین کارپنتر سوفی سیمونز         | ۳:۰۲                  |
| ۴.                    | «بغل‌ها و بوسه‌ها»      | جیسو بردی رومن آستین وولف کلویی کوپلوف             | ۳:۰۹                  |
| مجموع مدت:            | مجموع مدت:            | مجموع مدت:                                         | ۱۲:۱۴                 |

| آمورتیج آهنگ جایزه‌ی دیجیتال منحصر به فرد وب استور | آمورتیج آهنگ جایزه‌ی دیجیتال منحصر به فرد وب استور | آمورتیج آهنگ جایزه‌ی دیجیتال منحصر به فرد وب استور | آمورتیج آهنگ جایزه‌ی دیجیتال منحصر به فرد وب استور |
| شماره                                             | نام                                               | نویسنده(ها)                                       | مدت                                               |
| ------------------------------------------------- | ------------------------------------------------- | ------------------------------------------------- | ------------------------------------------------- |
| ۵.                                                | «زمین‌لرزه» (ورژن انگلیسی)                         | جیسو بردی رومن تروی بو                            | ۳:۱۰                                              |
| مجموع مدت:                                        | مجموع مدت:                                        | مجموع مدت:                                        | ۱۵:۲۴                                             |

## تاریخچه انتشار
| منطقه        | تاریخ         | فرمت                  | ناشر        | منابع  |
| ------------ | ------------- | --------------------- | ----------- | ------ |
| مختلف        | ۱۴ فوریه ۲۰۲۵ | دانلود دیجیتال استریم | بلیسو وارنر | [ ۲۳ ] |
| کره جنوبی    | ۱۴ فوریه ۲۰۲۵ | سی‌دی کیت ان‌اف‌سی       | بلیسو وارنر | [ ۲۴ ] |
| ایالات متحده | ۱۴ مارس ۲۰۲۵  | سی‌دی کیت ان‌اف‌سی       | بلیسو وارنر | [ ۲۵ ] |
| کانادا       | ۱۴ مارس ۲۰۲۵  | سی‌دی کیت ان‌اف‌سی       | بلیسو وارنر | [ ۲۶ ] |
| اروپا        | ۱۴ مارس ۲۰۲۵  | سی‌دی کیت ان‌اف‌سی       | بلیسو وارنر | [ ۲۷ ] |